# 1630-е

## Догађаји и трендови
- 1631. — еруптирао је Везув.
- 1632. — Густав II Адолф је недуго прије своје смрти основао Универзитет у Тартуу, други универзитет у Шведској.
- 1632. — одиграла се битка код Лицена, једна од најодлучнијих битака Тридесетогодишњег рата. У бици се сукобила шведско-протестантска војска под вођством Густава Адолфа и војска Светог римског царства. Шведска војска је победила.
- 1632. — у бици код Лицена погинуо Густав II Адолф, шведски краљ и војсковођа, војни и државни реформатор.
- 1633. — рођен Арсеније III Црнојевић, пећки патријарх, архиепископ и патријарх аустријских Срба.
- 1634. — умро Албрехт фон Валенштајн, бохемски војсковођа и политичар, командант царске војске током дијела Тридесетогодишњег рата.
- 1635. — Арман Жан ди Плеси де Ришеље основао Француску академију.
- 1636. — у Кембриџу у Масачусетсу је основан универзитет Харвард.
- 1637. — дошло је до краха холандске берзе лала.
- 1638. — рођен Луј XIV, будући француски краљ.
- 1639. — започели Ратови три краљевства, грађански ратови у Шкотској, Ирској, и Енглеској.
- 1639. — Британци су основали прво насеље у Индији.[1]

## Наука
- 1630. — умро Јохан Кеплер, њемачки астроном.
- 1632. — рођен Антони ван Левенхук, холандски научник.
- 1633. — суђено Галилеу Галилеју, на крају суђења је рекао чувену E pur si muove!.
- 1635. — рођен Роберт Хук, енглески физичар.
- 1636. — умро Санторио Санторио, лекар, изумитељ термометра.
- 1637. — Рене Декарт објавио своју Расправу о методу (фр. Discours de la method pour bien conduire sa raison et chercher la verite dans les sciences). Уз расправу је објавио и три апендикса: Диоптрија (фр. La Dioptrique), Метеори (фр. Les Meteores) и чувени спис Геометрија (фр. La Geometrie).

## Култура
- 1632. — рођен Барух Спиноза, холандски филозоф.
- 1632. — рођен Џон Лок, енглески филозоф.
- 1637. — умро Лопе де Вега, шпански писац.
- 1637. — умро Бен Џонсон, енглески драматичар.
- 1638. — умро Иван Гундулић, књижевник из Дубровника.
- 1639. — рођен Жан Расин, француски писац драма.

### Архитектура
- 1632. — рођен Кристофер Рен, енглески научник и архитекта који је у највећој мјери остао запамћен по свом раду на обнови лондонских цркава уништених у Великом пожару 1666. године.